# Kepervéiem
Kepervéiem (en rus, Кепервеем) és un poble del districte autònom de Txukotka, a Rússia. Es troba al sud-oest de Bilibino a la vora del riu Bolshoy Keperveyem, prop de la seva confluència amb el riu Maly Anyuy. La serralada Kyrganay s'aixeca a l'est i la serralada Chuvanay al sud-est de la ciutat. Aliskerovo es troba a l'est, a l'extrem oriental de la serralada Kyrganay.

## Demografia
La població al gener de 2010 era de 336, dels quals 166 eren homes i 170 dones, una lleugera variació respecte a una estimació de 2010 de 328 al lloc web oficial del districte de Bilibinsky, i per sota d'una població estimada de 461 el 2005. en un informe sobre el projecte d'or Kupol. El cap del poble és Sergei Mikhalin. El poble s'organitzava demogràficament així: